# Pseuderanthemum metallicum
Pseuderanthemum metallicum är en akantusväxtart som beskrevs av Ernst Hans Hallier. Pseuderanthemum metallicum ingår i släktet Pseuderanthemum och familjen akantusväxter. Inga underarter finns listade i Catalogue of Life.